# Agrilus viridicephalus
Agrilus viridicephalus é uma espécie de inseto do género Agrilus, família Buprestidae, ordem Coleoptera.
Foi descrita cientificamente por Fisher, 1929.